# Маслов, Фёдор Иванович (поэт)
Фёдор Ива́нович Ма́слов (17 января 1914, Пикшинерь, Малмыжский уезд, Вятская губерния ― 21 ноября 1995, Кильмезь, Кильмезский район, Кировская область) — марийский советский поэт, педагог. Сотрудник редакции газеты «Марий коммуна» (Йошкар-Ола), учитель Кильмезской средней школы Кировской области. Участник советско-японской войны.

## Биография
Родился 17 января 1914 года в деревне Пикшинерь ныне Кильмезского района Кировской области в многодетной крестьянской семье.
Окончил начальную марийскую школу в деревне Кильмезь. Учился в Малмыжском педагогическом техникуме национальных меньшинств, но после его закрытия в 1928 году продолжил обучение в Яранском марийском педагогическом техникуме.
По окончании техникума несколько лет работал учителем в сельской школе. Затем был сотрудником редакций газет «Марий коммуна» (Йошкар-Ола) и «Социализм корно» («Путь к социализму», Свердловск).
В 1939 году был призван в РККА. Участвовал в боях около озера Халхин-Гол. Участник советско-японской войны: начальник штаба батальона 9 стрелкового полка 94 стрелковой дивизии на Забайкальском фронте, в 1945 году участвовал в разгроме Квантунской армии на территории Маньчжурии. Был тяжело ранен. Демобилизовался из армии в звании лейтенанта.
По возвращении домой в 1946 году ― вновь учитель в Кизьмезской школе. В 1958 году заочно окончил исторический факультет Удмуртского педагогического института (Ижевск). В Кильмезской школе проработал вплоть до выхода на пенсию.
Скончался 21 ноября в посёлке Кильмезь Кильмезского района Кировской области, похоронен там же.

## Литературное творчество
Писать стихи начал с 1931 года. Будучи студентом, опубликовал в газете «Марий ял» («Марийская деревня»), издававшейся в то время в Москве, первое стихотворение «Мемнан мурына» («Наша песня»). Затем его стихи стали публиковаться в газетах «Марий коммуна», «Рвезе коммунист» («Молодой коммунист»), в журнале «У вий» (ныне – «Ончыко»). Стихотворения описывали коллективизацию в деревне, рост марийского рабочего класса.
В 1936 году вышел в свет его первый сборник «Мемнан мурына» («Наши песни»).  В 1945 году в Марийском книжном издательстве издан второй сборник стихов «Шочмо элем» («Моя Родина»).  В 1964 году следует третий поэтический сборник «Жапын семже» («Мотивы времени»). А в 1988 году он издал и четвёртый сборник «Муро пеленнак ила» («Песня живёт с нами»).
Некоторые поэтические произведения Ф. Маслова переведены на русский язык и напечатаны в литературных сборниках «Вятские зори», «Вятка» (Киров). Также лучшие стихотворения поэта в переводе на русский язык опубликованы в коллективных сборниках в Йошкар-Оле и Москве.

## Основные произведения
Далее представлен список основных произведений Ф. И. Маслова на марийский и в переводе на русский язык:  

### На марийском языке
- Мемнан мурына: почеламут-влак [Наша песня: стихи]. — М., 1936. — 80 с.
- Шочмо элем: почеламут сборник [Моя Родина: стихи]. — Йошкар-Ола, 1945. — 40 с.
- Жапын семже: почеламут-влак [Мотивы времени: стихи]. — Йошкар-Ола, 1964. — 56 с.
- Почеламут-влак // Ончыко. — 1984. — № 1. — С. 94—95.
- Муро пеленнак ила: почеламут-влак [Песня живёт с нами]. — Йошкар-Ола, 1988. — 64 с.

### В переводе на русский язык
- Бессонная ночь: стихи // Вятка. Вып. — II. Киров, 1963. — С. 20.
- Бессонная ночь; Он посеял семена свободы; Другу негру; Не гляди на меня покорно: стихи // На земле марийской. — Йошкар-Ола, 1967. — С. 8—10.
- Свадьба будет: стихи / пер. С. Олендера // Песнь любви. Т. 2. — М., 1972. — С. 125—126.
- Свадьба будет!; Вспоминаю; Другу негру; Бессонная ночь; Возвращение; Гусли: стихи / пер. С. Олендера, С. Сомова, В. Заболотского, С. Золотцева // Соловьиный родник. — Йошкар-Ола, 1984. — С. 96—102.

## Награды
- Орден Отечественной войны II степени (07.09.1945)[3][6]
- Медаль «За победу над Германией в Великой Отечественной войне 1941—1945 гг.» (09.05.1945)[3][6]
- Медаль «За победу над Японией» (30.09.1945)[3][6]
- Медаль «За доблестный труд. В ознаменование 100-летия со дня рождения Владимира Ильича Ленина» (1970)

## Память
В Кильмезском районном краеведческом музее хранятся некоторые фотодокументальные материалы поэта Ф. Маслова, а также традиционно проводятся литературные мероприятия, посвящённые его памяти.